# Софія Мекленбург-Гюстровська
Софія Мекленбург-Гюстровська (нім. Sophie, Herzogin zu Mecklenburg-Güstrow; 4 вересня 1557—14 жовтня 1631) — представниця німецької знаті, донька герцога Ульріха III Мекленбург-Гюстровського з Мекленбургського дому та данської принцеси Єлизавети, дружина короля Данії та Новегії Фредеріка II.

## Походження
Софія Мекленбург-Ґюстровська була дочкою Мекленбург-Гюстровського герцога Ульріха III та його першої дружини Єлизавети Данської. З материнського боку її дідусем та бабусею були король Данії та Новегії Фредеріка I та Софія Померанська, донька померанського герцога. З батьківської сторони дідусем та бабусею Софії виступали герцог Мекленбургу Альбрехт VII та Анна Бранденбурзька.

## Молоді роки
Софія народилась 4 вересня 1557 у Вісмарі. У віці 13-14 років супроводжувала батьків до данського двору, де царював племінник її матері, король Фредерік I. Софія сподобалась молодому королю, і він вирішив зробити їй пропозицію. Та внаслідок тісного родства, спершу Фредерік був змушений вислухати рішення теологічного факультету Копенгагенського університету. Рішення виявилося схвальним, і після недовгого залицяння відбулося весілля.
Вінчання здійснилося 20 липня 1572 в Копенгагені. Наступного дня в катедральному соборі міста пройшла коронація Софії. Цей шлюб, як і багато інших того часу, був заснований та династичних та політичних розрахунках. Та, не зважаючи на це, і різницю у віці королівська пара була напрочуд щасливою. Софія часто супроводжувала чоловіка у вояжах по країні, і присвятила себе, головним чином, сімейному життю. Фредерік же, коли підписував документи FS, стверджував, що це означає не Fredericus Secundus, а Fredericus & Sophia.
Через рік після одруження у подружжя народилась донька Єлизавета. Всього ж в родині було восьмеро дітей. 1588 року Фредерік помер. Королем став їх старший син Крістіан, якому заледве виповнювалось 11 років. Владу тимчасово здійснювала державна рада на чолі з Нільсом Каасом. Крістіана було короновано лише вісім років потому. Софія з 1590 року була призначена регенткою.

## Родина
Чоловік — Фредерік II, король Данії та Новегії
Діти:
- Єлизавета — (1573—1626) — одружена з герцогом Брауншвейґ-Люнебурзьким Генріхом Юлієм, народила десятеро дітей.
- Анна — (1574—1619) — дружина короля Англії та Шотландії Якова I, мала сімох дітей.
- Кристіан — (1573—1626) — король Данії та Новегії. Був двічі одружений, мав нащадків як в обох шлюбах, так и поза ними.
- Ульріх — (1577—1648) — одружений із леді Катериною Ган.
- Йоганн Август — (1579) — помер немовлям.
- Августа — (1580—1639) — одружена із герцогом Гольштейн-Готторпським Йоганном Адольфом, мала восьмеро дітей.
- Ядвіга — (1581—1641) — одружена із саксонським курфюрстом Крістіаном II, дітей не мала.
- Йоганн — (1583—1602) — заручений із російською княжною Ксенією Годуновою. Помер у Москві, не дочекавшись весілля.